# Askinskaja pieszczera
Askinskaja pieszczera (ros. Аскинская пещера, baszk. Аҫҡын боҙ мәмерйәһе) – jaskinia krasowa w Rosji, w Republice Baszkortostanu (rejon archangielski), w centralnej części Uralu Południowego, u podnóża płaskowyżu Ufa. Nazwę swoją wzięła od przepływającego w pobliżu potoku Askyn. Długość jaskini wynosi 206 metrów, a jej deniwelacja 34 metry.

## Opis jaskini
Jaskinia ma kształt worka. W jej najwyższym punkcie znajduje się otwór wejściowy (wysokość 9 m, szerokość 22 m). Poniżej otworu znajduje się sala (długość 104 m, szerokość 40-60 m, wysokość do 20 m), której dno jest prawie całkowicie pokryte unikalnym lodowcem reliktowym. Temperatura w jaskini jest zawsze poniżej zera (-4 ºC).
Jaskinia słynie z wielkich lodowych stalagmitów. Ich wysokość sięga 8–11 metrów, a średnica w pobliżu podstawy wynosi do 5 metrów. Największy stalagmit o nazwie Królowa Śniegu sięga prawie do sufitu sali.
Jaskinia ma duże znaczenie dla badań naukowych. Znaleziono tu ludzką czaszkę oraz kości różnych zwierząt zamrożonych kilka tysięcy lat temu.

## Historia
Jaskinia została odkryta w 1902 roku. Jest federalnym pomnikiem przyrody. Od 2016 roku można ją zwiedzać tylko zimą.